# 南隅軽便鉄道3形蒸気機関車
南隅軽便鉄道3形蒸気機関車（なんぐうけいべんてつどう3がたじょうききかんしゃ）は、南隅軽便鉄道（後に大隅鉄道）が使用した蒸気機関車である。後に大隅鉄道の国有化に伴いケ270形となった。

## 構造
台湾の帝国製糖向けなどに納入実績のあった、川崎造船所としては最初期にあたる、イギリス流の外側台枠を備える飽和式13t級C形タンク機関車で、川崎造船所→川崎車輛→川崎重工業としては直接発注された最初の私鉄向け蒸気機関車でもあった。

## 歴史
南隅軽便鉄道は開業に当たって1形を3両導入するつもりであったが、予算削減で2両になった。この機関車は削減した分をその後追加で導入したものである。ただしメーカーは川崎造船所に変更された（製番252）。この際機関車の全幅が、車両限界の1,981 mmを超える2,210 mmとなっており、車両限界の変更を届け出ている。
1915年（大正4年）10月1日に発注され、翌1916年（大正5年）3月末に納入された。車両限界の変更は同年1月に提出し、3月24日付監569号で認可された。
1935年（昭和10年）6月1日に大隅鉄道が国鉄に買収され古江線（後の大隅線）となると、ケ270形となった。1938年（昭和13年）10月10日に改軌が完了するまで使われたが、利用頻度は低かったとされる。その後、休車扱いとなり志布志機関区で保管されたが、定置ボイラーとして利用され1939年（昭和14年）5月に廃車となった。

## 同形機
本形式の同形機としては、他に台湾の製糖会社向けに6両が製造されている。その状況は、次のとおりである。
- 帝国製糖（2両）1911年製、製造番号 13, 14
- 帝国製糖（2両）1915年製、製造番号 219, 220
- 林本源製糖（1両）1916年製、製造番号 251
- 台湾製糖 8（1両）1918年製、製造番号 398

上記のうち、林本源製糖に納入されたものについては、内地の楠木製作所が下取りし、更新修繕のうえ1920年（大正9年）に愛媛鉄道に納入されたといわれている。新製間もないこの機関車が、どういった経緯で楠木製作所の手に渡ったのかは詳らかでないが、おそらく事故で大破したものを下取りしたものと推定されている。楠木製作所では、台枠や走行装置を新製したものとみられ、その際に固定軸距は1,930(965+965)mmに延長、動輪直径は711mmに拡大されたが、上回りは原形のままである。
この機関車は愛媛鉄道の4となり、同線の国有化によりケ260形（ケ260）となった。その後も愛媛線で使用され、改軌工事完成後の1936年（昭和11年）末から翌年初めに廃車となった。改軌工事完成との間に半年ほどのラグがあるが、これは広島鉄道局配置のまま山口工事事務所へ一時的に貸与していたものと推定されている。